# Mussaenda antiloga
Mussaenda antiloga är en måreväxtart som beskrevs av Woon Young Chun och Wan Chang Ko. Mussaenda antiloga ingår i släktet Mussaenda och familjen måreväxter. Inga underarter finns listade i Catalogue of Life.